# Tatneft-Arena
Die Tatneft-Arena (russisch Татнефть-Арена, offizielle Schreibweise TatNeft Arena) ist eine Multifunktionsarena in Kasan, Russland. Die Halle besitzt eine Gesamtkapazität von 10.000 Plätzen und ist das Heimstadion des Eishockeyvereins Ak Bars Kasan, der seit der Saison 2008/09 in der Kontinentalen Hockey-Liga spielt.

## Geschichte, Daten und Nutzung
Die Arena wurde am 25. Dezember 2005 eröffnet, die Baukosten beliefen sich auf geschätzte 35 Millionen Euro. Die Halle besitzt eine  Eisfläche nach internationaler Norm (61 × 30 m) und eine Grundfläche von insgesamt 28.000 m². Nach der Einweihung zog der russische Verein Ak Bars Kasan, der bis 2008 in der Superliga spielte und heute in der Kontinentalen Hockey-Liga antritt, von seinem bisherigen Heimstadion, dem Sportpalast Kasan, in die Tatneft-Arena um. Namensgeber der Arena ist der russische Mineralölkonzern Tatneft.
Vom 19. bis 21. November 2014 fand in der Halle der Türkvizyon Song Contest 2014 statt.